# Canoas (Tumbes)
Canoas es una localidad peruana ubicada en el distrito de Canoas de Punta Sal, perteneciente a la provincia de Contralmirante Villar del departamento de Tumbes, al norte del Perú. 

## Ubicación
Canoas se ubica al oeste de la provincia de Contralmirante Villar, en el distrito de Canoas de Punta Sal, en el departamento de Tumbes.

## Demografía
En 2017 Canoas tenía una población de 42 habitantes.